# Флаг Северной Македонии
Флаг Северной Македонии представляет собой красное полотнище с изображением солнца жёлтого цвета с восемью расходящимися лучами. Флаг олицетворяет «новое солнце свободы» (макед. ново сонце на слободата), воспетое в национальном гимне Северной Македонии. Флаг, созданный Мирославом Грчевым, был принят в 1995 году.

## История флага
До 1992 года Республика Македония продолжала использовать флаг Социалистической Республики Македония (до 1963 года — Народная Республика Македония), принятый 31 декабря 1946 года и представлявший собой прямоугольное красное полотнище с расположенной в крыже пятиконечной красной звездой в золотой окантовке.
До 1995 года на флаге Республики Македония была изображена «Вергинская звезда» (аналогичный флаг, но синего цвета, использует греческая провинция Македония). Как и название страны, изображение Вергинской звезды на флаге вызвало протесты со стороны Греции, на территории которой была найдена золотая гробница одного из древнемакедонских царей с изображением этой звезды, и власти Республики Македонии были вынуждены изменить флаг.
- Флаг Крушевской Республики (1903)
- Флаг ВМРО и Македонии (1944)
- Флаг Македонии (1944—1946)
- Флаг Социалистической Республики Македония (1946—1992)
- Флаг 1-й Македонской бригады
- Флаг Союза Коммунистов Македонии (1944—1990)

## Дизайн
Соотношение между шириной и длиной флага — 1:2. 
| Цветовая модель | Красный           | Жёлтый              |
| --------------- | ----------------- | ------------------- |
| Pantone         | 485 °C            | 107 °C              |
| RGB             | 210-0-0 (#D20000) | 255-230-0 (#FFE600) |
| CMYK            | 0-100-100-18      | 0-10-100-0          |

## Комментарии
1. ↑  Этнический флаг славяно-македонцев, предложенный в качестве государственного флага. Золотой лев на червлёном поле — символ средневековой Македонии (см. Македонский лев).